# Stazione di Olmo
La stazione di Olmo era una stazione ferroviaria, dall'attivazione della ferrovia Firenze-Roma DD trasformata in posto di movimento, posta alla progressiva chilometrica 221+382 sulla ferrovia Firenze-Roma. Serviva la frazione omonima del comune di Arezzo.

## Storia
Attivata in origine come stazione con la denominazione di "Raddoppio Olmo", venne poi trasformata, all'attivazione della linea Direttissima, in un posto di movimento. Nel 1971 venne attivata la sottostazione elettrica posta nelle sue vicinanze lato Firenze, con in dotazione anche una sottostazione elettrica ambulante.

## Strutture e impianti
L'impianto dispone di un fabbricato viaggiatori chiuso al pubblico, di un altro fabbricato posto di fronte ad esso e di tre binari dei quali due di transito e uno di precedenza. Lato Firenze, subito dopo il sottopasso con una strada secondaria, vi è una sottostazione elettrica collegata alla linea tramite un breve raccordo che si dirama dal binario 1.

## Movimento
L'impianto non effettua più servizio viaggiatori, non essendo più abilitato ad esso, ed effettua solo precedenze e funzioni di servizio atte al movimento dei treni.